# Neoseiulus dieteri
Neoseiulus dieteri är en spindeldjursart som först beskrevs av Schicha 1979.  Neoseiulus dieteri ingår i släktet Neoseiulus och familjen Phytoseiidae. Inga underarter finns listade i Catalogue of Life.